# Okręg Aleppo
Okręg Aleppo (francuski: État d’Alep) (arabski: دولة حلب) – jeden z sześciu okręgów, powstałych po podziale francuskiego mandatu Syrii. Podziału dokonał francuski generał Henri Gouraud, po uzyskaniu zgody na zarządzanie Syrią od innych państw Ententy na konferencji w San Remo w 1920 i pokonaniu monarchii Fajsala I.
Inne okręgi które powstały na terenie Syrii to: Okręg Damaszek (powstał w 1920), Okręg Alawitów (1920), Dżabal ad-Duruz (1921), Sandżak Aleksandretty (1921) i Wielki Liban (1920). Wszystkie okręgi, poza Wielkim Libanem i Sandżakiem Aleksandretty, weszły później w skład Republiki Syryjskiej. Wielki Liban w 1941 ogłosił się niepodległym i oddzielnym państwem, co zostało uznane w 1943 roku. Sandżak Aleksandretty w 1939, na mocy referendum. przyłączony został do Turcji.

## Historia
Okręg Aleppo został utworzony przez generała Henriego Gourauda we wrześniu 1920 roku. Stolicą zostało miasto Aleppo. W skład okręgu wchodziły bogate tereny wokół stolicy, żyzne dorzecze Eufratu oraz regiony Dajr az-Zaur, Ar-Rakka i Al-Hasaka. W jego granicach znalazły się najżyźniejsze i najbardziej obfite w bogactwa mineralne ziemie Syrii. Okręg Aleppo na zachodzie graniczył z Okręgiem Alawitów i Sandżakiem Aleksandretty, na wschodzie zaś sięgał Brytyjskiego Mandatu Mezopotamii.
Od 1919 roku na tych terenach trwała rebelia której inspiratorem i przywódcą był Ibrahim Hanano, członek Syryjskiego Kongresu Narodowego. Powstańcom pomagali Turcy z Mustafą Kamalem Atatürkiem na czele. Francuzom ostatecznie udało się pokonać powstańców w 1921, a Hanano został aresztowany i oddany pod sąd. Ten jednak orzekł niewinność oskarżonego.
W 1923 Gouraud z Okręgu Aleppo, Okręgu Damaszek i Okręgu Alawitów utworzył Federację Syryjską. Rozpadła się ona jednak już w 1924, kiedy to wystąpili z niej Alawici. 1 grudnia Aleppo i Damaszek połączyły się w ramach Okręgu Syria. W 1925 zlikwidowano odrębność części składowych nowego okręgu.
W 1926 na czele ruchu planującego oderwanie Aleppo od Damaszku stanął Ibrahim Hanano, ale starania secesjonistów zakończyły się fiaskiem.

## Demografia
Większość mieszkańców okręgu wyznawało islam sunnicki i było Arabami. Zamieszkiwały tu jednak i inne ludy z których najliczniejsi byli: Kurdowie, Czerkiesi, Czeczeni, Turcy, Kabardyjczycy, Adygejczycy, Bośniacy i Albańczycy. W okręgu żyła także znaczna społeczność szyicka, w takich miastach jak Nebbol, Fu’a, Az Zarra’, Kefrayya i M’art Misrin. Znaczne grupy Alawitów mieszkały przy zachodniej granicy okręgu.
Oprócz ludów muzułmańskich w Aleppo żyli także chrześcijanie, którzy w większości zaliczali się do bogatszych warstw społeczeństwa. W stolicy stanowili około 30% mieszkańców, była to więc jedna z największych chrześcijańskich wspólnot na Bliskim Wschodzie. Chrześcijanie byli grupą wewnętrznie podzieloną, w okręgu żyli wyznawcy 12 różnych kościołów. Najliczniejsi byli członkowie Apostolskiego Kościoła Ormiańskiego i Syryjskiego Kościoła Ortodoksyjnego. Oprócz stolicy, liczne społeczności chrześcijańskie żyły na wschodnich terenach okręgu, byli to głównie Asyryjczycy.
W Aleppo żyła też duża społeczność żydowska licząca sobie ponad 10 000 członków.

## Gubernatorzy

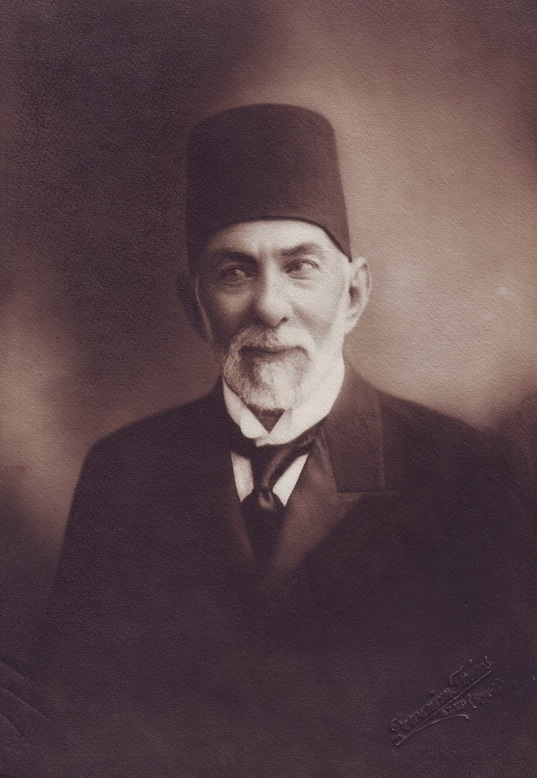
Mar’i Basza Al Mallah Gubernator okręgu w latach 1924–1925

- 1920–1922 generał Kamil Basza Al Qudsi
- 1923–1924 Mustafa Bej Barmada
- 1924–1925 Mar’i Basza Al Mallah

## Delegaci francuscy
- 1920–1922 generał de Lamothe
- 1922–1925 generał Billotte

## Organy władzy
Rząd Okręgu Allepo powstał w 1920 i nosił nazwę Rady Dyrektorów. Był organem pomocniczym gubernatora. W skład Rady wchodziło czterech dyrektorów: Mar’i Basza Al Mallah (sprawy wewnętrzne), Subhi Bej Al Nayyal (Sądownictwo), Nasri Effendi Bakszasz (Handel i Rolnictwo) oraz Victor Effendi 'Ajouri (Finanse). W 1921 Al Mallah podał się do dymisji i jego miejsce zajął Al Nayyal, którego na dotychczasowym stanowisku zastąpił Zaki Bej Al Gorani. W 1923 Rada Dyrektorów została rozwiązana a okręg wszedł w skład Federacji Syryjskiej.
Organem ustawodawczym okręgu był parlament noszący nazwę Rady Reprezentantów. Jego członkowie byli w większości zwolennikami orientacji profrancuskiej.